# Wolverine (nhân vật)
Wolverine (tên khai sinh James Howlett và thường được gọi là Logan) là nhân vật hư cấu xuất hiện trong sách truyện tranh của Mỹ, xuất bản bởi Marvel Comics. Wolverine là một người đột biến, sở hữu khả năng tái sinh mạnh mẽ, siêu sức mạnh, sự phản xạ gấp nhiều lần người bình thường và khung xương bằng adamantium và có thể thu gọn móng vuốt. Anh được miêu tả với vai trò là thành viên của nhóm X-Men, Alpha Flight, và Avengers.
Nhân vật xuất hiện trong hầu hết các chuyển thể X-Men, như trong loạt phim hoạt hình truyền hình, video game, và live-action do Hugh Jackman thủ vai trong series phim X-Men do 20th Century Fox sản xuất.

## Sức mạnh và khả năng
Wolverine là một dị nhân có đột biến tự nhiên và cả nhân tạo trên cơ thể.

### Sức mạnh hồi phục và phòng vệ
Sức mạnh đột biến chính của Wolverine là khả năng gia tốc hồi phục, hay được gọi là hồi phục đột biến, giúp hồi phục vết thương và tái tạo lại bộ phận của cơ thể anh ta. Ngoài khả năng hồi phục nhanh các vết thương thể xác, sức mạnh này còn giúp Wolverine chống lại lại bệnh tật, thuốc và chất độc một cách phi thường.Tuy nhiên, anh ta vẫn có thể bị ảnh hưởng tức thì nếu với số lượng lớn. Người ta thấy anh ta bị say sau khi uống một lượng lớn rượu, và bị mất khả năng hoạt động trong một số trường hợp với một lượng lớn ma túy và chất độc mạnh;  S.H.I.E.L.D từng gây mê Wolverine bằng cách liên tục bơm 80 mi lít thuốc mê mỗi phút vào thần kinh của anh ta. 
Một nghiên cứu của Đại học British Columbia nói rằng yếu tố chữa bệnh của Wolverine giống với khả năng tái tạo các chi đã mất của Kỳ giông México. Nó gợi ý rằng một loại protein mới - mà các tác giả của nghiên cứu đặt tên là Howlett - được tìm thấy trong các mẫu mô được lấy từ anh ta, và giống với protein Amblox được tìm thấy trong axolotl nhưng hiệu quả hơn nhiều, chịu trách nhiệm cho sự tái sinh nhanh chóng của Wolverine.  Yếu tố chữa bệnh của anh ấy cho phép anh ấy sống sót sau khi thực nghiệm liên kết phẫu thuật của adamantium kim loại hầu như không thể phá hủyxương và móng vuốt của anh ta, mà anh ta đã phải chịu trong chương trình Weapon X (trong truyện tranh sau này được gọi là chương trình Weapon Plus). Trong khi chất adamantium trong cơ thể anh ta ngăn chặn hoặc làm giảm nhiều thương tích, chẳng hạn như gãy xương, thì yếu tố chữa bệnh của anh ta cũng phải hoạt động liên tục để ngăn chất độc kim loại giết chết anh ta. Khi khả năng chữa bệnh của anh ta không còn hoạt động, Beast đã tổng hợp một loại thuốc để chống lại ngộ độc adamantium. 
Yếu tố chữa bệnh của Wolverine cũng ảnh hưởng đáng kể đến quá trình lão hóa của anh ta, cho phép anh ta sống vượt xa tuổi thọ bình thường của người bình thường. Mặc dù sinh vào cuối thế kỷ 19,  ông có ngoại hình, thân hình cân đối, sức khỏe và sức sống của một người đàn ông ở độ tuổi sung mãn. Mặc dù dường như không còn tuổi tác, nhưng vẫn chưa biết chính xác yếu tố chữa bệnh kéo dài tuổi thọ của anh ta đáng kể như thế nào.
Mặc dù cơ thể của Wolverine được chữa lành, nhưng yếu tố chữa lành không thể ngăn chặn nỗi đau mà anh ta phải chịu đựng khi bị thương.  Wolverine cũng thừa nhận đã cảm thấy những cơn đau như ma trong vài tuần hoặc vài tháng sau khi chữa lành vết thương.  Anh ấy không thích bị tổn thương và đôi khi phải tự cố gắng cho những tình huống chắc chắn là đau đớn tột độ.  Đôi khi, Wolverine đã cố tình tự gây thương tích cho bản thân hoặc để bản thân bị thương vì nhiều lý do khác nhau, bao gồm giải phóng bản thân khỏi bị bắt,  đe dọa,  chiến lược,  hoặc chỉ đơn giản là để thỏa mãn bản chất hoang dã của mình . Mặc dù bây giờ anh ấy đã có tất cả ký ức của mình, khả năng chữa bệnh của anh ấy có thể giúp tăng khả năng phục hồi sau chấn thương tâm lý bằng cách kìm nén những ký ức mà anh ấy đã trải qua nỗi đau khổ sâu sắc. 
Các mô tả về tốc độ và mức độ thương tích mà Wolverine có thể chữa lành khác nhau do mức độ rộng rãi của giấy phép nghệ thuật được sử dụng bởi các tác giả truyện tranh khác nhau. Ban đầu, điều này được miêu tả là giúp tăng tốc độ chữa lành các vết thương nhỏ,  mặc dù Chris Claremont , tác giả chính của truyện tranh X-Men từ giữa những năm 1970 đến đầu những năm 1990 đã làm tăng đáng kể yếu tố chữa lành của Wolverine, mặc dù không nhiều như các nhà văn sau này. . Trong suốt những năm 1980, yếu tố chữa bệnh đột biến của Wolverine được mô tả là có thể chữa lành các chấn thương ở mức độ lớn, mặc dù thời gian hồi phục của anh ta có thể kéo dài đến vài ngày, vài tuần hoặc vài tháng trước khi hồi phục hoàn toàn; thường tùy thuộc vào mức độ nghiêm trọng của vết thương, mức độ của chúng và tần suất chúng gây ra. Wolverine cũng đã tuyên bố rằng cơ thể của anh ta thực sự hồi phục nhanh hơn khi vết thương nghiêm trọng hoặc nguy hiểm đến tính mạng.  Trong suốt những năm 1990 đến kỷ nguyên hiện đại, các nhà văn khác đã tăng cường hệ số chữa bệnh của Wolverine đến mức nó có thể tái tạo hoàn toàn gần như bất kỳ mô cơ thể nào bị tổn thương hoặc bị phá hủy trong vòng vài giây.  Trong số những mô tả khắc nghiệt hơn về yếu tố chữa bệnh của Wolverine bao gồm việc hồi phục hoàn toàn sau khi bị bắt gần trung tâm của một vụ nổ nguyên tử  và sự tái tạo toàn bộ mô cơ thể mềm của anh ta, trong vòng vài phút, sau khi thiêu hủy nó khỏi bộ xương của anh ta. Một lời giải thích được đưa ra trong một mini-series gần đây với sự tham gia của Wolverine về việc tăng khả năng chữa bệnh của anh ta. Trong bộ truyện, Wolverine được gọi là "người tự chữa lành thích ứng" sau khi trải qua nhiều chấn thương để kiểm tra hiệu quả của yếu tố chữa bệnh của anh ta. Wolverine đã phải chịu đựng quá nhiều chấn thương, và thường xuyên, yếu tố chữa lành của anh ấy đã thích nghi, trở nên nhanh hơn và hiệu quả hơn để đối phó với mức độ chấn thương ngày càng tăng.  Giao thức Xavier , một loạt hồ sơ do Xavier tạo ra liệt kê những điểm mạnh và điểm yếu của X-Men, nói rằng hệ số chữa bệnh của Wolverine được tăng lên "mức đáng kinh ngạc" và đưa ra giả thuyết rằng cách duy nhất để ngăn chặn anh ta là chặt đầu . anh ta và loại bỏ đầu của anh ta khỏi vùng lân cận của cơ thể anh ta.
Có thể ngăn chặn hiệu quả của khả năng chữa bệnh của Wolverine; ví dụ, nếu một vật thể bao gồm adamantium được đưa vào và vẫn nằm trong cơ thể anh ta, khả năng chữa bệnh của anh ta sẽ bị chậm lại đáng kể.  Lưỡi kiếm Muramasa , một thanh katana có nguồn gốc thần bí có thể gây ra những vết thương làm vô hiệu hóa các yếu tố chữa bệnh siêu phàm, cũng có thể ngăn chặn sức mạnh của Wolverine.  Người ta cũng lưu ý rằng Wolverine cần protein cho yếu tố chữa bệnh của mình để tạo ra mô, có nghĩa là nếu anh ta bị thương nặng và suy dinh dưỡng, cơ thể anh ta có thể không thể tự phục hồi.  Yếu tố chữa bệnh của anh ấy cũng đã bị tắt bằng cách sử dụng nanites. 
Có ý kiến cho rằng Wolverine có thể bị giết do chết đuối .  Anh ta nói rằng anh ta không đặc biệt thích ở dưới nước, một phần do trọng lượng của bộ xương tẩm chất adamantium của anh ta, và anh ta có thể chết nếu bị giữ dưới nước đủ lâu - yếu tố chữa bệnh của anh ta sẽ chỉ kéo dài cơn đau.  Phần câu chuyện hai phần "Logan chết đuối" tìm thấy Wolverine bị mắc kẹt dưới nước trong một khoảng thời gian dài.  Phần thứ hai của câu chuyện gợi ý rằng trải nghiệm này làm suy yếu yếu tố chữa bệnh và sức khỏe trong tương lai của anh ta.  Sau "Logan chết đuối", Beast tiết lộ rằng một "virus thông minh" có nguồn gốc từ Microverseđã tắt yếu tố chữa bệnh của anh ta, mặc dù không phải trước khi nó thanh lọc cơ thể anh ta khỏi vi rút, khiến anh ta dễ bị thương tích, bệnh tật và lão hóa như bất kỳ người bình thường nào. 
Người sói tập 3, # 57 tiết lộ rằng khi Wolverine bị thương nghiêm trọng đến mức cơ thể của anh ta thực sự chết trước khi yếu tố chữa bệnh của anh ta có thể sửa chữa thiệt hại, anh ta trở lại cuộc sống bằng cách chiến đấu với Azrael, Thiên thần của Cái chết, trong khi bị mắc kẹt trong Luyện ngục vì Wolverine đã đánh bại Azrael trong thực tế -Kháng giới trong Chiến tranh thế giới thứ nhất  Tuy nhiên, sau khi Wolverine sống lại và bị tẩy não bởi Bàn tay, anh ta đã thực hiện một thỏa thuận mới với Azrael để sửa chữa tổn thương cho linh hồn của anh ta, phủ nhận sự sắp xếp trước đó của họ, và làm yếu đi một chút hệ số chữa bệnh của anh ta - và lần tiếp theo Wolverine bị thương dẫn đến tử vong, anh ta sẽ vẫn chết. 
Do sự kết hợp giữa yếu tố chữa bệnh của Wolverine và lá chắn psionic cấp cao do Giáo sư Xavier cấy vào, tâm trí của Wolverine có khả năng chống lại sự tấn công và thăm dò bằng thần giao cách cảm .  Tâm trí của Wolverine cũng sở hữu thứ mà anh ta gọi là "mô sẹo tinh thần" được tạo ra bởi những sự kiện đau thương trong cuộc đời anh ta. Nó hoạt động như một loại phòng thủ tự nhiên, thậm chí chống lại một nhà ngoại cảm mạnh mẽ như Emma Frost . 

### Các khả năng khác
Sự đột biến của Wolverine cũng bao gồm các cơ thể thích nghi giống động vật, bao gồm răng nanh rõ ràng, sắc nhọn giống như răng nanh và ba móng vuốt có thể thu vào ở mỗi cẳng tay. Mặc dù ban đầu được mô tả là bộ phận cấy ghép sinh học do chương trình Weapon X tạo ra,  các móng vuốt sau đó được tiết lộ là một bộ phận tự nhiên của cơ thể anh ta.  Các móng vuốt không được làm bằng keratin , vì móng vuốt có xu hướng thuộc giới động vật, nhưng có xương cực kỳ dày đặc. Tay của Wolverine không có khe hở để móng vuốt xuyên qua: chúng cắt xuyên qua da thịt của anh ta mỗi khi anh ta đùn chúng ra, đôi khi ám chỉ rằng anh ta cảm thấy đôi tay hơi đau khi mở khóa. Trong cuộc nói chuyện với Jubilee, Wolverine tiết lộ rằng có những kênh bên trong cánh tay của anh ta mà qua đó móng vuốt di chuyển khi anh ta ép chúng và anh ta mở móng vuốt vài lần một ngày để giữ cho các kênh mở, tương tự như khi xỏ lỗ tai.
Các giác quan về thị giác, khứu giác và thính giác của Wolverine đều rất nhạy bén. Anh ta có thể nhìn với độ rõ nét hoàn hảo ở khoảng cách xa hơn một người bình thường, ngay cả trong bóng tối gần như hoàn toàn. Khả năng nghe của anh cũng được tăng cường theo cách tương tự, cho phép anh nghe được những âm thanh mà người bình thường không thể và cũng có thể nghe được ở khoảng cách xa hơn. Wolverine có thể sử dụng khứu giác của mình để theo dõi mục tiêu bằng mùi hương, ngay cả khi mùi hương đã bị bào mòn phần nào theo thời gian bởi các yếu tố tự nhiên. Cảm giác này cũng cho phép anh ta xác định các dị nhân có thể thay đổi hình dạng mặc dù họ có thể có những dạng khác .  Anh ta cũng có thể sử dụng khứu giác và thính giác của mình, thông qua sự tập trung, như một loại máy phát hiện nói dối tự nhiên, chẳng hạn như phát hiện sự thay đổi mờ nhạt trong nhịp tim và mùi hương của một người do đổ mồ hôi khi nói dối. 
Nhiều lần, toàn bộ bộ xương của Wolverine, bao gồm cả móng vuốt của anh ta, đã được truyền phân tử với adamantium. Do lớp phủ của chúng, móng vuốt của anh ta có thể cắt hầu hết mọi vật liệu rắn đã biết, bao gồm hầu hết kim loại, gỗ và một số loại đá. Các trường hợp ngoại lệ duy nhất được biết đến là bản thân adamantium và chiếc khiên của Captain America , được làm từ hợp kim proto-adamantium- vibranium . Riêng Vibranium thì không thể so sánh về độ bền với adamantium và đã bị Colossus bẻ gãy . Khả năng cắt hoàn toàn một chất của Wolverine phụ thuộc vào cả lượng lực mà anh ta có thể tác động và độ dày của chất đó. Móng vuốt của anh ta cũng có thể được sử dụng để chặn các cuộc tấn công hoặc đường đạn, cũng như đào sâu vào các bề mặt cho phép Wolverine leo lên các cấu trúc.  Chất adamantium cũng tăng thêm sức nặng cho các cú đánh của anh ta, làm tăng hiệu quả của các khả năng tấn công của anh ta.  Bộ xương adamantium của anh ấy khiến anh ấy rất dễ bị tấn công dựa trên từ trường.  Toàn bộ điều này được tiết lộ trong một trận chiến với Magneto, nơi sau này làm mất ổn định adamantium ở cấp độ phân tử, và tiến hành tách nó ra khỏi cơ thể anh ta.  Theo Reed Richards, Wolverine sẽ không thể di chuyển nếu không có sức mạnh được tăng cường do trọng lượng bổ sung của adamantium liên kết với khung xương của anh ta. 
Yếu tố hồi phục của Wolverine cũng ảnh hưởng đến một số thuộc tính vật lý của anh ta bằng cách tăng chúng lên mức siêu phàm. Sức chịu đựng của anh ấy đủ cao đến mức anh ấy có thể cố gắng hết sức trong nhiều giờ, ngay cả sau khi tiếp xúc với thuốc an thần cực mạnh.  Sự nhanh nhẹn và phản xạ của Wolverine cũng được nâng cao lên mức vượt quá giới hạn thể chất của một vận động viên giỏi nhất của con người.  Do đặc tính phục hồi liên tục của yếu tố chữa bệnh, anh ta có thể đẩy cơ của mình vượt qua giới hạn của cơ thể con người mà không bị thương.  Điều này, cùng với nhu cầu liên tục đặt lên cơ bắp của anh ta bởi hơn một trăm pound adamantium,  mang lại cho anh ta một số mức độ sức mạnh siêu phàm. [cần trích dẫn ]Vì sự hiện diện của adamantium phủ nhận các giới hạn cấu trúc tự nhiên của xương nên anh ta có thể nâng hoặc di chuyển trọng lượng mà nếu không sẽ làm hỏng bộ xương người. Anh ta được miêu tả đang bẻ gãy dây xích thép,dùng một tay nâng một số người trên đầu và ném họ qua tường,nângUrsa Major(trong hình dạng gấu xám ) qua đầu anh ta trước khi ném anh ta qua một căn phòng,và kéo một chiếcđại dương cầm hòa nhạc, và bệ nó dựa vào, thông qua dây nịt, trong khi leo lên một vách đá tuyệt đối. Colossus và các đồng minh khác sử dụng sức bền và sức mạnh của Wolverine khi ném anh ta với tốc độ cao trong Fastball Special.
Trong và sau sự trở lại của Wolverine , Logan đã thể hiện một khả năng mới bí ẩn, nơi chất adamantium trong móng vuốt của anh ta có thể nóng lên đến mức nhiệt độ cực cao, chưa được tiết lộ.  Cơ chế của sức mạnh này vẫn chưa được tiết lộ; Liệu đó có phải là Đột biến thứ cấp, khoa học về Vũ khí X tiềm ẩn khiến bản thân được biết đến hay sức mạnh mới có được khi anh ta hồi sinh hay không vẫn chưa rõ ràng.  Mức độ nào là nó liên quan đến khía cạnh nóng nảy trong tính cách của anh ta, Móng vuốt nóng bỏng của anh ta như được ghi nhận phổ biến là gắn liền với cơn thịnh nộ của Wolverines. Sức mạnh mới này đi kèm với nhược điểm là làm suy yếu hệ số chữa bệnh của anh ta, tuy nhiên, vì sau khi sử dụng chúng để xua đuổi các Dị nhân đến tìm anh ta, anh ta đã bất tỉnh trong vài tuần sau đó. 

### Kỹ năng và tính cách
Bản chất của (Logan) nhân vật (là) một "samurai thất bại". Đối với Samurai, nghĩa vụ là tất cả, phục vụ quên mình là con đường dẫn đến tham vọng cuối cùng của họ, chết với ân sủng. 
Trong thời gian Wolverine ở Nhật Bản và các nước khác, anh ấy đã trở nên thành thạo nhiều hình thức võ thuật, với kinh nghiệm trong nhiều phong cách chiến đấu khác nhau. Anh ta thành thạo với hầu hết các loại vũ khí, bao gồm cả súng cầm tay, mặc dù anh ta chỉ sử dụng một phần vũ khí có lưỡi. Anh ta đã thể hiện đủ kỹ năng để đánh bại võ sĩ lão luyện Shang-Chi và Captain America trong một trận chiến. Anh ấy cũng có kiến thức rộng về cơ thể và các điểm áp lực. Giống như nhiều X-Men, anh ta được đào tạo để lái chiếc máy bay siêu thanh SR-71 Blackbird của nhóm. Anh ta có kỹ năng cao trong lĩnh vực hoạt động gián điệp và bí mật.
Wolverine đôi khi sẽ rơi vào "cơn thịnh nộ điên cuồng" khi cận chiến. Trong trạng thái này, anh ta tấn công với sự hung dữ và hung hãn của một con vật đang giận dữ và thậm chí còn có khả năng chống lại sự tấn công của psionic cao hơn. Mặc dù ghét nó, nhưng anh ấy thừa nhận rằng nó đã cứu mạng anh ấy nhiều lần, nó rất hữu ích khi anh ấy đối mặt với nhà ngoại cảm "Mister X", vì khả năng của X đọc được suy nghĩ của anh ấy và dự đoán hành động tiếp theo của anh ấy trong một cuộc chiến là vô dụng vì ngay cả Wolverine cũng không biết anh ta sẽ làm gì tiếp theo trong trạng thái điên cuồng của mình. Mặc dù rõ ràng là dễ dàng giết người, anh ta vô cùng hối hận và không thích giết chóc hay nhượng bộ những cơn thịnh nộ điên cuồng của mình. Logan tuân thủ quy tắc tôn trọng cá nhân vững chắcvà đạo đức . 
Trái ngược với bản chất tàn bạo của mình, Wolverine cực kỳ hiểu biết. Do tuổi thọ cao hơn, ông đã đi khắp thế giới và tích lũy kiến thức sâu rộng về ngôn ngữ và văn hóa nước ngoài. Anh thông thạo tiếng Anh, Nhật, Nga, Trung, Cheyenne, Tây Ban Nha, Ả Rập, Lakota và Blackfoot ; anh ấy cũng có một số kiến thức về tiếng Pháp, tiếng Philippines, tiếng Thái, tiếng Việt, tiếng Ý, tiếng Hàn, tiếng Hindi,Tiếng Tây Tạng, tiếng Telugu, tiếng Ba Tư, tiếng Đức và tiếng Bồ Đào Nha. Khi Forge theo dõi các dấu hiệu quan trọng của Wolverine trong một buổi tập luyện trong Phòng nguy hiểm, anh ta gọi trạng thái thể chất và tinh thần của Logan là "tương đương với một vận động viên thể dục cấp độ Olympic đang thực hiện thói quen giành huy chương vàng trong khi đập đồng thời bốn máy tính cờ vua trong đầu anh ta." Giáo sư Xavier không tán thành nhiều, Wolverine cũng là một người nghiện rượu nặng và hút thuốc; khả năng chữa bệnh của anh ta phủ nhận tác động lâu dài của rượu và thuốc lá, đồng thời cho phép anh ta say mê những cơn say kéo dài.
Wolverine thường được miêu tả là một kẻ cô độc cộc cằn , thường xin nghỉ phép khỏi X-Men để giải quyết các vấn đề hoặc vấn đề cá nhân. Anh ta thường bất cần và nổi loạn đối với những nhân vật có thẩm quyền, mặc dù anh ta là một đồng minh đáng tin cậy và có khả năng lãnh đạo, và đôi khi thể hiện một khiếu hài hước châm biếm, mỉa mai. Anh ấy là người cố vấn và là người cha cho một số phụ nữ trẻ tuổi, đặc biệt là Jubilee , Kitty Pryde và X-23, và đã có những mối quan hệ lãng mạn thất bại với nhiều phụ nữ (đặc biệt là Mariko Yashida). Anh ấy cũng có một sự hấp dẫn chung, nhưng chưa được thỏa mãn với Jean Grey, dẫn đến các cuộc tranh cãi với bạn trai của cô ấy (và sau này là chồng), Scott Summers. Anh cũng kết hôn với Viper như một duyên nợ, sau đó ly hôn với cô. Nó cũng được ngụ ý rằng anh ta và Squirrel Girl đã có một mối quan hệ vào một thời điểm nào đó trong quá khứ. Wolverine đã có một mối quan hệ lãng mạn lặp đi lặp lại với đồng đội và người bạn lâu năm, Storm.

## Trên các phương tiện truyền thông khác

Hugh Jackman đóng vai Wolverine trong loạt phim X-Men.

Wolverine là một trong số ít nhân vật X-Men xuất hiện trên mọi phương tiện truyền thông chuyển thể của loạt phim X-Men, bao gồm điện ảnh, truyền hình, máy tính và trò chơi điện tử. Nam diễn viên người Úc Hugh Jackman đã đóng vai Wolverine trong các bộ phim X-Men và giữ kỷ lục Guinness thế giới về "sự nghiệp lâu nhất với tư cách là một siêu anh hùng Marvel người thật".

## Đón nhận
Wolverine đứng đầu danh sách 200 nhân vật trong truyện tranh vĩ đại nhất mọi thời đại của tạp chí Wizard .  IGN xếp Wolverine thứ 4 trong Top 100 anh hùng truyện tranh. Empire vinh danh ông là nhân vật truyện tranh vĩ đại thứ tư.